# إديث ويلسون (ممثلة)
إديث ويلسون (بالإنجليزية: Edith Wilson) هي مغنية وموسيقية وممثلة أمريكية، ولدت في 2 سبتمبر 1896 في لويفيل في الولايات المتحدة، وتوفيت في 30 مارس 1981 في شيكاغو في الولايات المتحدة.

## وصلات خارجية
- إديث ويلسون على موقع IMDb (الإنجليزية)
- إديث ويلسون على موقع ميوزك برينز (الإنجليزية)
- إديث ويلسون على موقع قاعدة بيانات برودواي على الإنترنت (الإنجليزية)
- إديث ويلسون على موقع أول ميوزيك (الإنجليزية)
- إديث ويلسون على موقع ديسكوغز (الإنجليزية)